# Haga (Viken)
Haga es un área urbana (en noruego, tettsted) del municipio de Nes, en la provincia de Viken, Noruega. Tiene una población estimada, a inicios de 2022, de 701 habitantes.
Está ubicada al sureste del país, cerca del lago Mjøsa y el río Glomma, y a poca distancia al norte de Oslo.